# Redbanc
Redbanc S.A. es una empresa chilena encargada de administrar la Red Bancaria Interconectada de Chile. Todos los cajeros automáticos del país operan gran parte de las tarjetas de crédito y débito, como por ejemplo Visa, MasterCard, American Express, Diners Club, Visa Plus, Cirrus y Maestro.

## Historia
Redbanc fue fundada el 9 de septiembre de 1987 como una Sociedad de Apoyo al Giro Bancario. Redbanc además presta a sus cliente el servicio de procesamiento de transacciones, donde se incluye todas aquellas realizadas en cajeros automáticos de los 12 bancos más importantes del país.
Actualmente, todos los cajeros automáticos de Chile operan con Redbanc, luego que la empresa absorbiera a Banlider (Transferencias Financieras S.A.) —red de cajeros automáticos fundada el 13 de mayo de 1988 por los bancos Concepción, Osorno, del Trabajo, Nacional y O'Higgins— a inicios de los años 1990 y la red de cajeros automáticos de BancoEstado en marzo de 2003.

## Bancos adheridos
La red interbancaria está compuesta en la actualidad, por once bancos que operan en el país bajo la fiscalización y supervisión de la Comisión para el Mercado Financiero. Los siguientes bancos cumplen un rol emisor y adquiriente:
- Banco del Estado de Chile
- Banco de Chile
- Banco Falabella
- Banco de Crédito e Inversiones
- Banco Internacional
- Banco Security
- Banco Itaú Corpbanca
- Banco Santander Chile
- Scotiabank Chile
- Banco Consorcio
- Banco Bice

Asimismo, estos bancos e instituciones financieras cumplen solamente un rol emisor:
- Banco Ripley
- Coopeuch
- HSBC
- Cencosud
- Caja Los Héroes
- Caja Los Andes
- Tenpo
- Mercado Pago